# Sami Zemni
Sami Zemni (Gent, 1972) is een Belgisch-Tunesische politicoloog. Hij is hoogleraar aan de Universiteit Gent en is verbonden aan de vakgroep Conflict- en Ontwikkelingsstudies. Zemni is gespecialiseerd in het Midden-Oosten en Noord-Afrika, in het bijzonder Tunesië, Marokko en Egypte.
Zemni liet in de media geregeld zijn licht schijnen over de Arabische Lente en het islamdebat in Europa, waar hij tevens verschillende boeken over schreef. Volgens Knack behoort Sami Zemni tot de 25 invloedrijkste allochtonen van België.